# Stéphanie Sloan
Stéphanie Sloan – kanadyjska narciarka, uprawiająca narciarstwo dowolne. Nigdy nie startowała na mistrzostwach świata ani na igrzyskach olimpijskich. Najlepsze wyniki w Pucharze Świata osiągnęła w sezonie 1979/1980, kiedy to triumfowała w klasyfikacji generalnej i klasyfikacji kombinacji, a w klasyfikacji jazdy po muldach była trzecia. Ponadto w sezonie 1980/1981 była trzecia w klasyfikacji generalnej i klasyfikacji ajzdy po muldach, a w klasyfikacji kombinacji była druga.
W 1984 r. zakończyła karierę. Jej córka Julia Murray też uprawia narciarstwo dowolne.

## Sukcesy

### Puchar Świata

#### Miejsca w klasyfikacji generalnej
- 1979/1980 – 1.
- 1980/1981 – 3.

#### Miejsca na podium
1. Poconos – 8 stycznia 1980 (Jazda po muldach) – 2. miejsce
2. Poconos – 9 stycznia 1980 (Balet narciarski) – 2. miejsce
3. Poconos – 10 stycznia 1980 (Balet narciarski) – 3. miejsce
4. Poconos – 11 stycznia 1980 (Skoki akrobatyczne) – 2. miejsce
5. Poconos – 11 stycznia 1980 (Kombinacja) – 1. miejsce
6. Poconos – 12 stycznia 1980 (Skoki akrobatyczne) – 2. miejsce
7. Poconos – 12 stycznia 1980 (Kombinacja) – 1. miejsce
8. Oberjoch – 1 marca 1980 (Jazda po muldach) – 3. miejsce
9. Oberjoch – 2 marca 1980 (Kombinacja) – 1. miejsce
10. Tignes – 12 marca 1980 (Jazda po muldach) – 2. miejsce
11. Whistler – 28 marca 1980 (Jazda po muldach) – 3. miejsce
12. Whistler – 30 marca 1980 (Kombinacja) – 3. miejsce
13. Livigno – 18 stycznia 1981 (Kombinacja) – 3. miejsce
14. Tignes – 22 stycznia 1981 (Jazda po muldach) – 2. miejsce
15. Tignes – 24 stycznia 1981 (Kombinacja) – 2. miejsce
16. Laax – 3 lutego 1981 (Kombinacja) – 3. miejsce
17. Laax – 3 lutego 1981 (Jazda po muldach) – 3. miejsce
18. Laax – 4 lutego 1981 (Jazda po muldach) – 3. miejsce
19. Seefeld in Tirol – 9 lutego 1981 (Kombinacja) – 2. miejsce
20. Mount Norquay – 18 marca 1981 (Kombinacja) – 2. miejsce
21. Mount Norquay – 18 marca 1981 (Jazda po muldach) – 3. miejsce
22. Mount Norquay – 19 marca 1981 (Jazda po muldach) – 2. miejsce
23. Calgary – 22 marca 1981 (Kombinacja) – 1. miejsce

- W sumie 4 zwycięstwa, 10 drugich i 9 trzecich miejsc.